# Eoglissa
Az Eoglissa a Rhizaria Cercozoa törzsének egy korábban használt főosztálya, ahová eredetileg a Metromonadea és a Sarcomonadea tartoztak, később azonban a Metromonadea és Helkesea osztályok tartoztak ide, miután Cavalier-Smith 2018-ban kimutatta, hogy a Sarcomonadea a Thecofilosea testvércsoportja.

## Történet
2011-ben írta le Thomas Cavalier-Smith a Metromonadeát és a Sarcomonadeát tartalmazó főosztályként, majd 2018-ban módosította leírását, az így kialakult csoport monofiletikusnak bizonyult. Ekkor apikális vagy szubapikális két ostorral rendelkező, az elülső ostoron sikló és extruszómákkal rendelkező állati ostorosok és a velük rokon négyostorú paraziták és a Guttulinopsidae csoporthoz hasonló lebenyes amőbák csoportjaként írta le. Ekkor a Ventricleftida a Helkesida testvérrendjeként szerepelt a Helkeseában.
A Guttulinopsis vulgarist korábban különböző csoportokba sorolták: a Mycetozoában is szerepelt, és a nyálkagombák közé is sorolták. Szorokarpiumai és trofozoitái morfológiai és elektron-mikroszkópos vizsgálata ellenére azonban ismeretlen volt helyzete. 2012-ben bizonyították Brown et al. 18S rRNS alapján, hogy a Rhizaria tagja, így ez az első igazoltan aggregált többsejtűségre képes Rhizaria-faj. Ennek 18S rDNS-ét többször próbálták sokszorosítani univerzális 18S-primerekkel, sikertelenül, így ehelyett 454-piroszekvenálást használtak.
Cavalier-Smith et al. másik 2018-as rendszertanában a Ventricleftidát nem ide, hanem a Ventrifilosa főosztály Thecofilosea osztályának Ventricleftia alosztályába sorolta, az Eoglissa a Monadofilosa bazális főosztályaként szerepelt, továbbá fehérjealapú fák alapján kimutatta, hogy a Sarcomonadea a Thecofilosea testvércsoportja, így a Ventrifilosába helyezte át.

## Morfológia
Cavalier-Smith et al. 2018-as rendszertana szerint kizárólag hátulsó ostorukon sikló Cercozoa-fajok tartoznak ide, melyek elülső ostora igen rövid (Metromonadea) vagy 9+2-szerkezetét vesztett vesztigiális szerkezet, papilla lehet, vagy hiányozhat (Helkesida), kivéve a másodlagosan ostorát vesztett aggregált többsejtű Guttulinopsist. A Metromonadea nem rendelkezik állábbal, míg a Helkesida morfológiája változatosabb: a Sainouridae 2 vagy 4 ostorú, a Helkesimastigidae csak kétostorú két párhuzamos, a hosszengely mentén eltolt centriólummal, melyek egyikén merev ostor van a sikláshoz, a másikon ostorcsonk vagy ritkán rövid mozgó ostor van. Mikrotubuláris centriólumgyökerei egyszerűbbek a Ventrifilosáéinál: az ostoros Helkesida-fajokban csak 1–2 mikrotubulussáv van.
A Helkesida ostor-átmenetizónája a Malawimonadida kivételével minden ismert eukariótáénál rövidebb, az ősi rövid átmeneti zónáknál egyszerűbb, és I-es típusú, míg a Metromonadeáé az átmeneti lemez makk-V-szerkezethez képest disztális irányú jelentős mozgása miatt hosszú, és II-es típusú.
A Helkesida és a Metromonadea se rendelkezik házzal, de utóbbin sűrű 1 vagy 2 rétegű felszíni héja van, mely akár az ostorokig tarthat, extruszómái erősen nyújtottak.
A Sainouridae cristái laposak vagy perifériás vezikulumokkal rendelkezők, míg a Rosculuséi lemezes betüremkedések. A Sainouridae peroxiszómája a magmembránhoz rögzül, melynek belső része finom csőszerű bemélyedésekkel rendelkezik.

## Életmód
Fagotróf, de míg a Helkesimastigidae és a Metromonadea nem amőboid, a többi faj képes amőboid mozgásra. Minden ismert faja kizárólag hátulsó ostorán siklik. A Metromonadea egyes fajai (például Metromonas simplex és Metopion fluens) eukariovorok.:828
A Rosculus fakultatív anaerob, feltehetően amfikozoikus (parazitaként és szabadon is élni képes, gazdájától nem függő) bakterivor ostoros.

## Élőhely
A Metromonadea tengerben él, a Guttulinopsis és a Helkesimastix többek közt növényevők ürülékében.

## Életciklus
A Helkesimastix ostoros trofozoitából ostor nélküli nyugvó cisztává alakulhat, és fordítva. A trofozoiták ostorát nem rögzíti membrán a sejttesthez. Kettéhasadását, konjugációval történő ivaros szaporodását is megfigyelte és leírta az alakváltozásokkal együtt. A zigóta kialakulása után változó méretű vakuólumú cisztát alkot.
A Guttulinopsis életciklusa során szorokarpium, trofozoita, ciszta vagy aggregált többsejtű élőlény lehet. A Rosculusban a Guttulinopsisszal szemben nincs szorokarpikus vagy aggregált többsejtű állapot.

## Genetika
A Helkesida és a Guttulinopsidae ribocsoportok, vagyis genetikai alapon írták le.
A Rosculus vilicus mtDNS-e igen hosszú, 184 954 bp, a nemzetség magi genomjai közel 41 Mbp hosszúak.

## Filogenetika
A Metromonadea a Chlorarachniophyceae lehetséges testvércsoportja.
A Guttulinopsis sokáig ismeretlen helyzetű eukarióta nemzetség volt: lebenyes amőbái alapján az Amoebozoa vagy a Heterolobosea rokonaként írták le, azonban bár a lapult lemezes mitokondriális cristák és az önálló Golgi-készülék hiánya a Heteroloboseára jellemzők, de nem rendelkezik mitokondrium körüli durva endoplazmatikus retikulummal, ezek alapján a nem aggregált, azonban szintén lehetséges Heterolobosea-tagként leírt Rosculus rokonának tekintették. Egy 2016-os tanulmány szerint e két nemzetség testvércsoport.